# سانجورو
سانجورو (باليابانية: 椿三十郎) فيلم ابيض واسود ياباني من إخراج أكيرا كوروساوا وبطولة توشيرو ميفوني. واحداثه مكمله لفيلم يوجيمبو.
والقصة مقتبسة من رواية للكاتب شوغورو ياماموتو.

## روابط خارجية
- سانجورو على موقع IMDb (الإنجليزية)
- سانجورو على موقع الموسوعة البريطانية (الإنجليزية)
- سانجورو على موقع روتن توميتوز (الإنجليزية)
- سانجورو على موقع نتفليكس (الإنجليزية)
- سانجورو على موقع ألو سيني (الفرنسية)
- سانجورو على موقع Turner Classic Movies (الإنجليزية)
- سانجورو على موقع أول موفي (الإنجليزية)
- سانجورو على موقع بوكس أوفيس موجو (الإنجليزية)
- سانجورو على موقع فيلمافينيتي (الإسبانية)
- سانجورو على موقع قاعدة بيانات الأفلام السويدية (السويدية)